# Viraṭā parvan
Viraṭā parvan (विराट पर्व), anche noto come "Libro di Viraṭā", è il quarto di diciotto libri dell'Epica indiana Mahabharata. Viraṭā parvan è tradizionalmente costituito da quattro sotto-libri e 72 capitoli, mentre l'edizione critica ne conta 67.
Descrive il 13º anno di esilio che i Pandava devono trascorrere in incognito alla corte di Virata per evitare altri 12 anni di segregazione nella foresta. Assumono una varietà di identità: Yudhishthira diventa un saltimbaco del re e si fa chiamare Kanka, Bhima un cuoco di nome Ballava, Arjuna un eunuco insegnante di musica e danza chiamato Brihannala (che veste abiti femminili), Nakula cura i cavalli come Granthika, Sahadeva alleva le mucche come Tantipala e Draupadi, col nome di Malini, si reca come Sairandhri dalla regina Shudeshna.